# Ceraeochrysa cincta
Ceraeochrysa cincta är en insektsart som först beskrevs av Schneider 1851.  Ceraeochrysa cincta ingår i släktet Ceraeochrysa och familjen guldögonsländor. Inga underarter finns listade i Catalogue of Life.